# Хурлах
Хурлах (нем. Hurlach) — община в Германии, в земле Бавария. 
Подчиняется административному округу Верхняя Бавария. Входит в состав района Ландсберг-на-Лехе. Подчиняется управлению Иглинг.  Население составляет 1635 человек (на 31 декабря 2010 года). Занимает площадь 17,15 км².
Коммуна подразделяется на 2 сельских округа.

## Население
По оценке на 31 декабря 2015 года население общины Хурлах составляет 1820 чел. 

| Дата      | 1840 | 1871 | 1900 | 1925 | 1939 | 1950 | 1961 | 1970 | 1987 | 2011 |
| --------- | ---- | ---- | ---- | ---- | ---- | ---- | ---- | ---- | ---- | ---- |
| Население | 370  | 417  | 514  | 591  | 610  | 1016 | 878  | 903  | 1075 | 1636 |

| Год       | 1960 | 1970 | 1980 | 1990 | 2000 | 2009 | 2010 | 2011 | 2012 | 2013 | 2014 | 2015 |
| --------- | ---- | ---- | ---- | ---- | ---- | ---- | ---- | ---- | ---- | ---- | ---- | ---- |
| Население | 843  | 898  | 1047 | 1111 | 1429 | 1620 | 1635 | 1645 | 1676 | 1669 | 1715 | 1820 |